# Холси (Орегон)
Холси (енгл. Halsey) град је у америчкој савезној држави Орегон.

## Демографија
По попису из 2010. године број становника је 904, што је 180 (24,9%) становника више него 2000. године.
| Група             | 2000.       | 2010.       |
| Белци             | 652 (90,1%) | 819 (90,6%) |
| Афроамериканци    | 1 (0,1%)    | 3 (0,3%)    |
| Азијати           | 1 (0,1%)    | 5 (0,6%)    |
| Хиспаноамериканци | 40 (5,5%)   | 44 (4,9%)   |
| Укупно            | 724         | 904         |